# Santa Llúcia de Vilamitjana

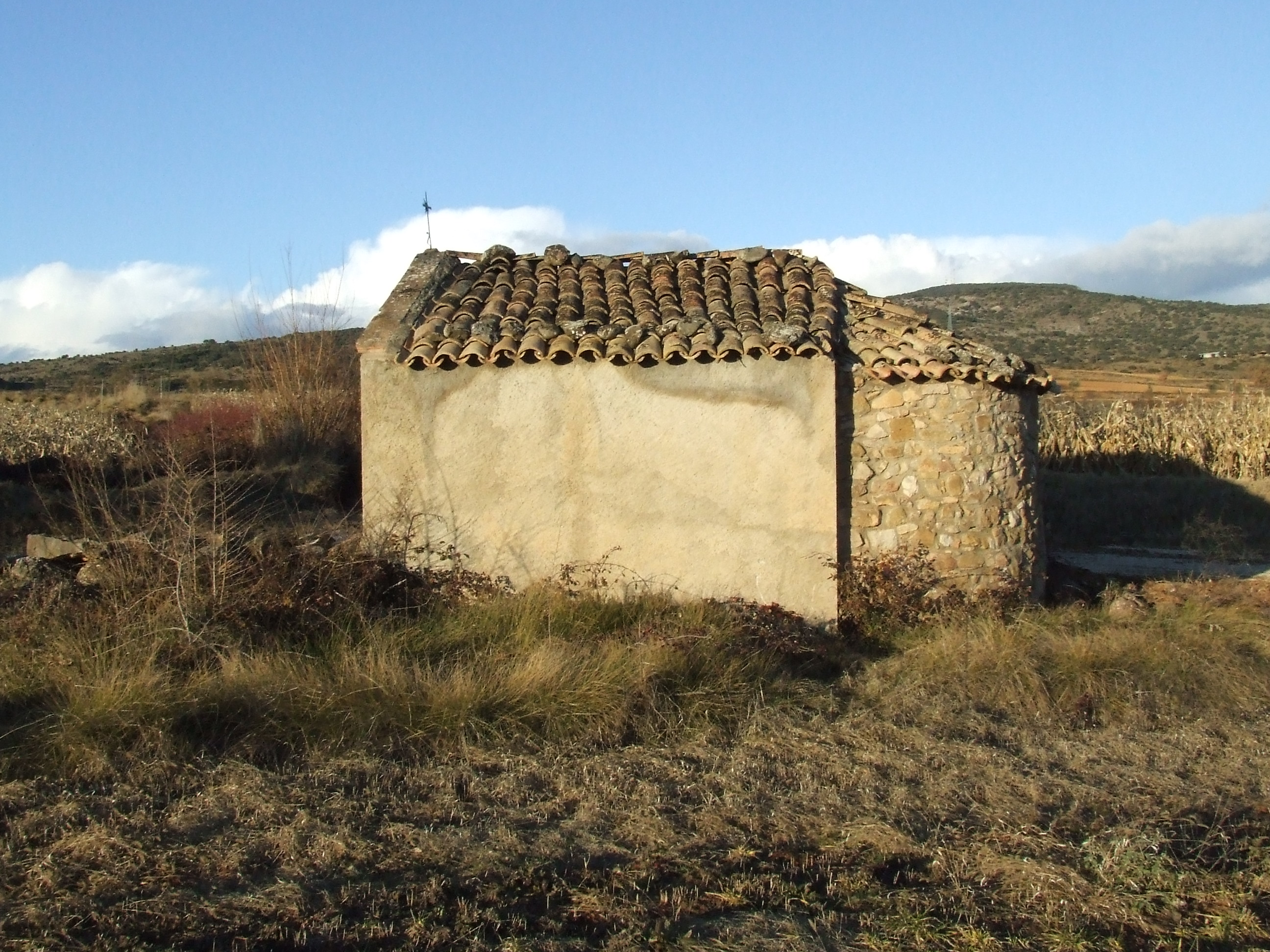
Costat sud de la capella

Santa Llúcia de Vilamitjana és una capella romànica de l'antic terme de Vilamitjana, situada quasi 500 metres a llevant de la vila closa del mateix nom.
És petita, d'una sola nau i amb absis semicircular a llevant. És obra del segle xii, però dins d'un estil molt senzill i rústec, típic de l'arquitectura rural.
Vers 1980 tenia la volta esfondrada, però ha estat reconstruïda i torna a estar oberta al culte.

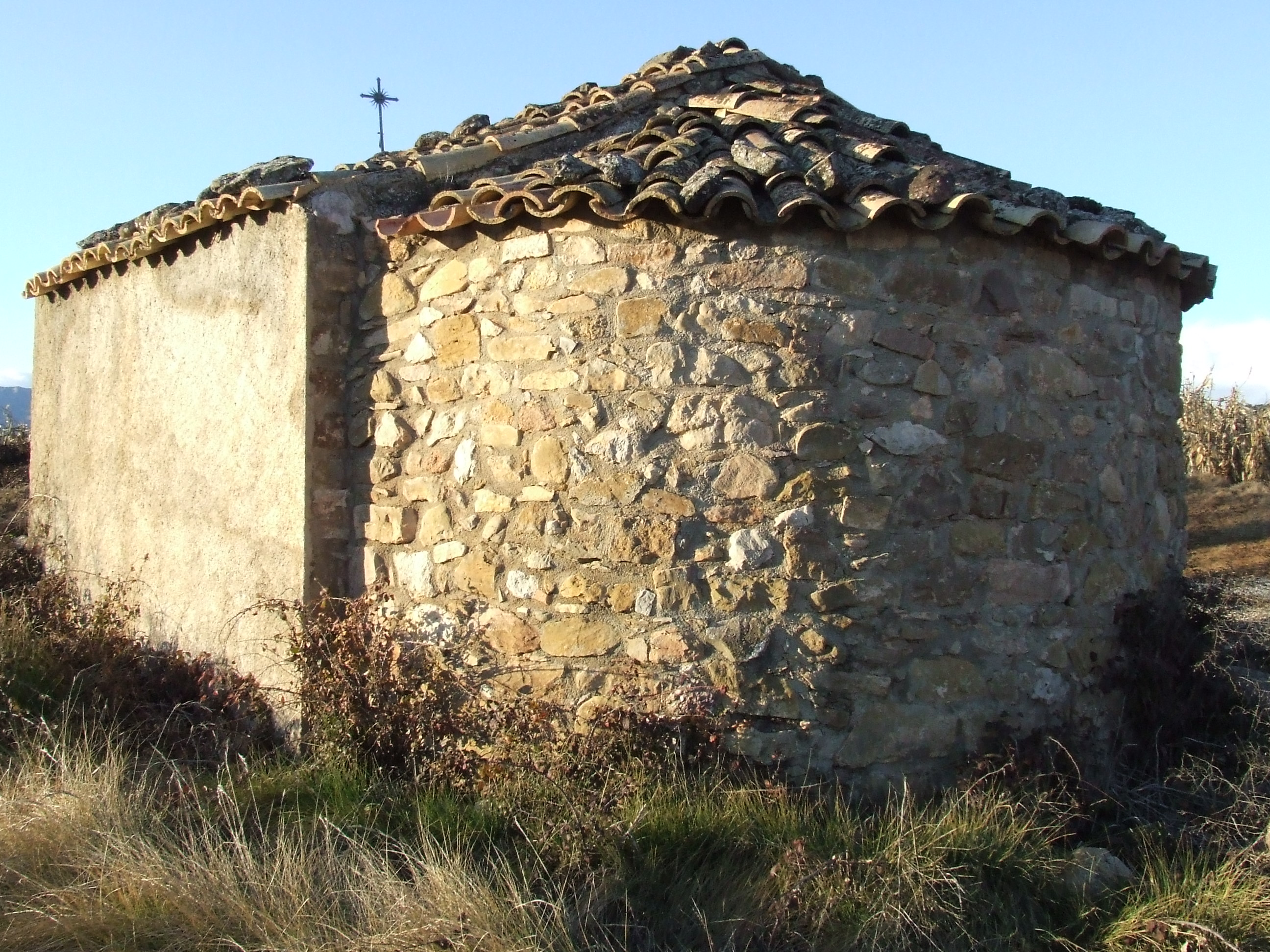
L'absis

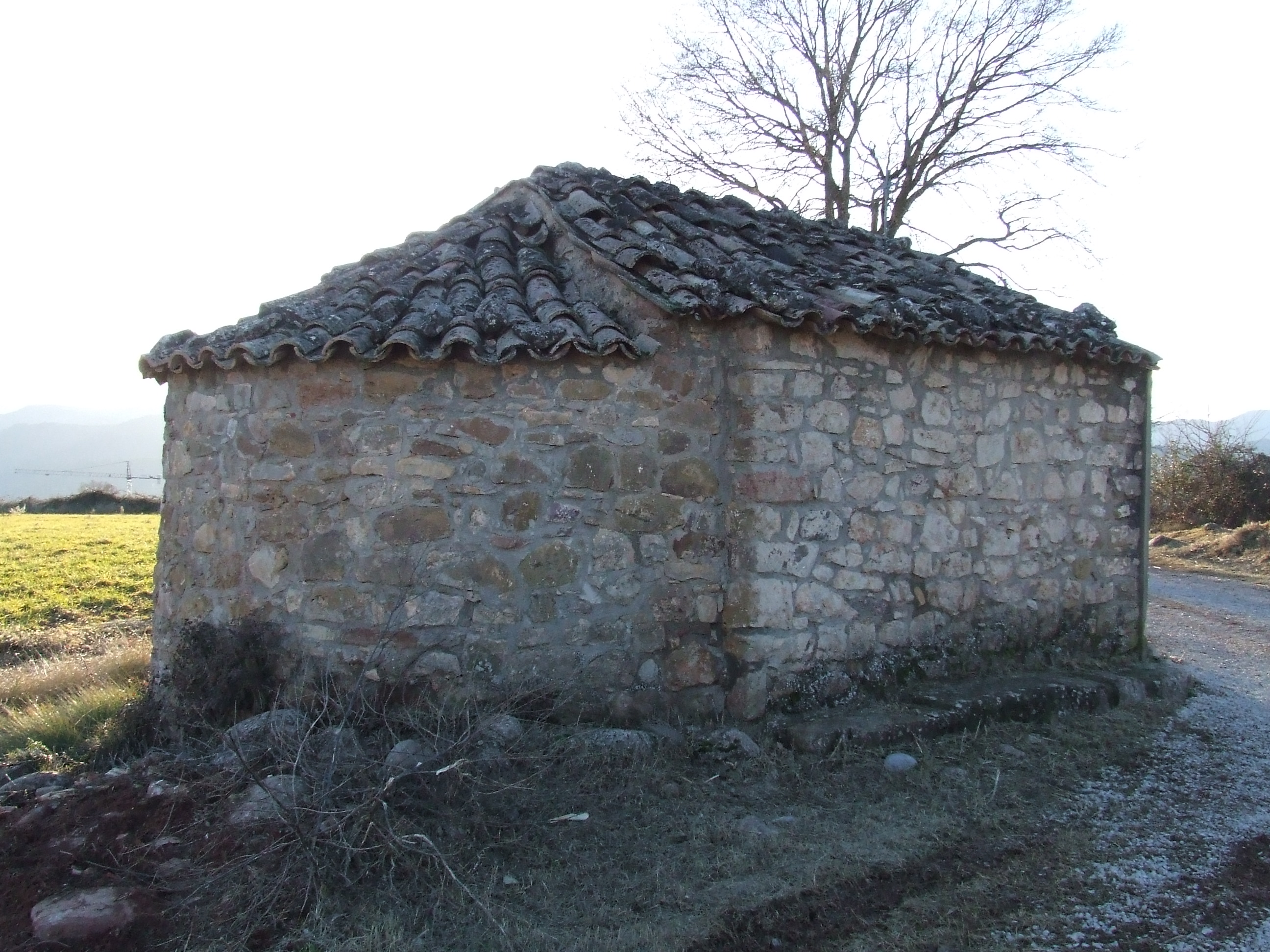
Costat nord